# ブリアン・ロドリゲス
- ブライアン・ロドリゲス

パウル・ブリアン・ロドリゲス・ブラーボ（Paul Brian Rodríguez Bravo, 2000年5月20日 - ）は、ウルグアイ・リベラ県トランケラス出身のプロサッカー選手。リーガMX・クラブ・アメリカ所属。ポジションはMF。
メディア表記では「ブライアン・ロドリゲス」と表記されることもある。但し野球選手の『ブライアン・ロドリゲス』とは別人。

## クラブ経歴
2018年に国内リーグのCAペニャロールのトップチームに昇格し、3月28日のダヌービオFC戦でプロデビュー。更に5月24日のボストン・リーベル戦ではプロ初ゴールを決めるなど、早くも存在感を示す。
2019年8月7日、ロサンゼルスFCと契約。新天地でも存在感を見せ、早くもセリエAのチームが、ロドリゲスの獲得に興味を持っていると報じられた。
2021年2月1日、UDアルメリアに買取オプション付きのローン移籍で加入した。
2022年8月24日、クラブ・アメリカに移籍。

## 代表経歴
2017年にU-17のウルグアイ代表として南米U-17選手権に出場。2019年には2019 FIFA U-20ワールドカップにも出場し、同大会でも新星ウィンガーとして注目を集める。しかし、大会の方は優勝候補に挙げられながらもトーナメント1回戦でエクアドルに敗れた。更に9月にはフル代表初招集。同月7日のコスタリカ戦で代表デビューを果たし、続く11日のアメリカ戦で代表初ゴールを決めた。
2024年6月8日、コパ・アメリカ2024に出場するウルグアイ代表メンバーに選出された。